# گایلناو
گایلناو (به آلمانی: Geilnau) یک شهر در آلمان است که در Verbandsgemeinde Diez واقع شده‌است. گایلناو ۳۸۵ نفر جمعیت دارد.